# Альтенбергер, Юдит
Юдит Альтенбергер (нем. Judith Altenberger; род. 1996, Австрия) — австрийская актриса театра, кино и телевидения.

## Биография
Детские и юношеские годы Юдит, как и её сестры Верены, проходили в федеральной земле Зальцбург, в том числе в оберальмском замке Винкль — нем. Schloss Winkl (Oberalm), где их мать была директором сельскохозяйственной школы Винкльхоф. Спектр увлечений Юдит включает: пение (шансон, мюзикл, джазовое пение), игру на музыкальных инструментах (гитара, саксофон, флейта, цимбалы, фортепиано), танцы (модерн, стандарт, на шесте, хореография), спорт (гимнастика, верховая езда, кикбоксинг, хоккей, лыжи и сноуборд, дайвинг), театр.
Как актриса Юдит обучалась у Превина Мура с 2016 по 2018 год, у Доротеи Хартингер с 2017 по 2019 год и у Стивена Дитмайера в 2022 году.
В составе театрального ансамбля Nesterval и Brut Wien она сыграла Магду в Das Dorf в сезоне 2018/19 под руководством Мартина Финнланда и в Das Festbankett в 2019 году, а также появилась в роли Снуга в Eine Sommernachtsmatrix на Международном театральном фестивале SCHÄXPIR.
В 2019 году выступила в качестве танцовщицы в спектакле «Медея» на Зальцбургском фестивале.
В 2020 и 2021 году снималась в нескольких короткометражных фильмах.
Широкую известность ей принесли фильмы:
- 2022: «Лицо памяти» (телефильм)
- 2022: «Разбивая лёд»[нем.] (кинофильм)

В телефильме совместного производства Südwestrundfunk и Österreichischer Rundfunk «Лицо памяти» Юдит сыграла 16-летнюю Кристину, образ которой в возрасте 36 лет воплотила на экране её родная старшая сестра Верена Альтенбергер.
Место проживания Юдит — Вена и Зальцбург. Она владеет четырьмя языками: немецким, английским, испанским, нидерландским.

## Награды и номинации
- В 2023 году Юдит Альтенбергер наградили премией кинофестиваля имени Макса Офюльса в номинации Лучшая молодая актриса за роль в фильме 2022 года «Разбивая лёд»[нем.][1][2][5][6].